# Darren Helm
Darren Helm (* 21. ledna 1987 Winnipeg) je bývalý profesionální kanadský hokejový útočník. Naposledy nastupoval za Colorado Avalanche v severoamerické lize NHL, Většinu kariéry odehrál za Detroit Red Wings. K jeho největším úspěchům patří zisk dvou Stanley Cupů v sezónách 2007/08 s Detroitem a 2021/22 s Coloradem.

## Kariéra v NHL
Draftován byl v roce 2005 týmem Detroit Red Wings. V roce 2008 odehrál svou 1. sezónu v NHL a hned vyhrál s Detroitem Stanley Cup. V základní části tehdy v 7 zápasech nedokázal bodovat, ale v Play Off ano. V 18 zápasech zaznamenal 4 body. Následující sezónu měl velice podobné statistiky. Až v roce 2010 začal za Red Wings hrát pravidelně a sbírat body. Stal se jedním z hráčů specializujících se na oslabení a trvale nastupuje ve 3. útočné řadě Red Wings.

## Klubové statistiky
| Sezona     | Klub                  | Soutěž     | Základní část | Základní část | Základní část | Základní část | Základní část | Play off | Play off | Play off | Play off | Play off |
| Sezona     | Klub                  | Soutěž     | Z             | G             | A             | B             | TM            | Z        | G        | A        | B        | TM       |
| ---------- | --------------------- | ---------- | ------------- | ------------- | ------------- | ------------- | ------------- | -------- | -------- | -------- | -------- | -------- |
| 2007/08    | Detroit Red Wings     | NHL        | 7             | 0             | 0             | 0             | 2             | —        | —        | —        | —        | —        |
| 2007/08    | Grand Rapids Griffins | AHL        | 67            | 16            | 15            | 31            | 30            | —        | —        | —        | —        | —        |
| 2008/09    | Detroit Red Wings     | NHL        | 16            | 0             | 1             | 1             | 4             | —        | —        | —        | —        | —        |
| 2008/09    | Grand Rapids Griffins | AHL        | 55            | 13            | 24            | 37            | 24            | —        | —        | —        | —        | —        |
| 2009/10    | Detroit Red Wings     | NHL        | 75            | 11            | 13            | 24            | 18            | —        | —        | —        | —        | —        |
| 2010/11    | Detroit Red Wings     | NHL        | 82            | 12            | 20            | 32            | 16            | —        | —        | —        | —        | —        |
| 2011/12    | Detroit Red Wings     | NHL        | 68            | 9             | 17            | 26            | 12            | —        | —        | —        | —        | —        |
| 2012/13    | Detroit Red Wings     | NHL        | 1             | 0             | 0             | 0             | 2             | —        | —        | —        | —        | —        |
| 2013/14    | Grand Rapids Griffins | AHL        | 2             | 0             | 0             | 0             | 0             | —        | —        | —        | —        | —        |
| 2013/14    | Detroit Red Wings     | NHL        | 42            | 12            | 8             | 20            | 14            | —        | —        | —        | —        | —        |
| 2014/15    | Detroit Red Wings     | NHL        | 75            | 15            | 18            | 33            | 12            | —        | —        | —        | —        | —        |
| 2015/16    | Detroit Red Wings     | NHL        | 77            | 13            | 13            | 26            | 32            | —        | —        | —        | —        | —        |
| 2016/17    | Detroit Red Wings     | NHL        | 50            | 8             | 9             | 17            | 20            | —        | —        | —        | —        | —        |
| 2017/18    | Detroit Red Wings     | NHL        | 75            | 13            | 18            | 31            | 39            | —        | —        | —        | —        | —        |
| 2018/19    | Detroit Red Wings     | NHL        | 61            | 7             | 10            | 17            | 20            | —        | —        | —        | —        | —        |
| 2019/20    | Detroit Red Wings     | NHL        | 68            | 9             | 7             | 16            | 37            | —        | —        | —        | —        | —        |
| 2020/21    | Detroit Red Wings     | NHL        | 47            | 3             | 5             | 8             | 10            | —        | —        | —        | —        | —        |
| 2021/22    | Colorado Avalanche    | NHL        | 68            | 7             | 8             | 15            | 14            | 20       | 2        | 3        | 5        | 12       |
| 2022/23    | Colorado Avalanche    | NHL        |               |               |               |               |               |          |          |          |          |          |
| NHL celkem | NHL celkem            | NHL celkem | 812           | 119           | 147           | 266           | 252           | 102      | 13       | 13       | 26       | 40       |
| AHL celkem | AHL celkem            | AHL celkem | 124           | 29            | 39            | 68            | 54            | —        | —        | —        | —        | —        |

### Reprezentační statistiky
| 2007            | Kanada 20       | MSJ             | 6 | 2 | 0 | 2 | 6 | Zlatá medaile |
| Junioři celkově | Junioři celkově | Junioři celkově | 6 | 2 | 0 | 2 | 6 |               |